# بنية النظرية التطورية (كتاب)
كتاب بنية النظرية التطورية لعالم الحفريات ستيفن جي غولد والذي يتحدَث عن التطور التاريخي لنظرية النشوء والارتقاء، وقد تم نشر الكتاب قبل موت العالم ستيفن بشهرين فقط وهو موجه للمختصين بشكل أساسي وينقسم إلى قسمين، القسم الأول : دراسة تاريخية للفكر التطوري الكلاسيكي، والثاني عبارة عن نقد بناء لما يسمَى (التركيب الحديث) وهو صياغة جديدة لنظرية التطور الداروينية ولقوانين مندل في الوراثة ضمن إطار رياضي . ويقدم قضية لتفسير بيولوجيا التطور مبنيَة بشكل كبير على اصطفاء تسلسلي وعلى نظرية التوازن المتقطع التي وضعها فيلر إلدردج وغولد عام 1972.

## الملخص
وفقًا لقوله فإن الداروينيَه الكلاسيكية تشتمل ثلاث التزامات أساسية : 
1. التمثيل وهو وحدة الاختيار والتي هي بالنسبة لدارون المتعضَية التي يقوم عليها الانتقاء الطبيعي[4]
2. الفعالية التي تشمل هيمنة الانتقاء الطبيعي على جميع القوى الآخرى مثل الانتقاء الجنسي، والانحراف الجيني، والقيود البيولوجية لتشكل تأثيرات تاريخية وبيئية وهيكلية على التطور
3. المجال أو النطاق وهوالدرجة التي يمكن من خلالها استقراء الانتقاء الطبيعي لشرح التنوع الحيوي في مستوى التطور الكبير وتتضمن التطوَر في المجموعات التصنيفية العليا.

ووصف غولد هذه المقترحات الثلاث على أنها ثلاثية مشتركة للمنطق المركزي الدارويني وكل منها ضروري للغاية بالنسبة للهيكل الذي في حال تمَ قطع أي فرع منه من شأنه أن يؤدي إمَا إلى قتل أو مراجعة أو تجديد كامل لبنية الهيكلية اعتمادًا على شدة القطع ووفقًا لغولد فإن تغيرات جوهرية تم إدخالها خلال النصف الأخير من القرن العشرين أدت لبناء هيكل واسع إلى ماوراء الأصل الدارويني وتوسيعه من خلال المبادئ الجديدة لشرح التطور الكبير .
إن التفسير الكامل مع البقاء داخل نطاق المنطق الدارويني يجب أن يفسر على أنه مختلف بشكل أساسي عن النظرية الكنسية للانتقاء الطبيعي بدلًا من تمديده ببساطة في مجال التمثيل يكتشف غولد مفهوم التسلسل الهرمي في عمل التطور (أن التطور قد يعمل على أكثر من بنية واحدة في وقت واحد بدلًا من العمل على الكائنات الحية الفردية فقط).
وفي ميدان الفعالية : يكتشف القوى الموجودة لجانب الانتقاء الطبيعي والتي تعتبر من نظرية التطور وفي ميدان المجال اعتبر أهمية الانتقاء الطبيعي لأنماط الحياة الأكبر .
كان دافع غولد لكتابة الكتاب لمقارنة داروين وهيوفالكونر حول مستقبل الداروينية، ويركز الجزء الأول من الكتاب على التاريخ المبكر للفكر التطوري قيل عام 1859م.
في الفصل الثاني يوضح هيكل نظرية التطور ويغطي بنية أصل الأنواع، وفي الفصل الثالث يركز على القضايا المحيطة بالتمثيل.والفصول أربعة وخمسة تغطي الفغالية أما السادس والسابع يغطي المجال.
وفي الجزء الثاني يرتكز الجزء الأكبر من النص على المناقشة الحديثة حيث يغطي الفصل الثامن والتاسع التمثيل. أما الفصل العاشر والحادي عشر تغطيه الفعالية، والإثني عشر يغطي المجال أوالنطاق وتمت طباعة الفصل العاشر بعد ذلك بشكل مستقل كمجلد من قبل بلكناب هارفرد.

## وصلات خارجية
- صفحة الكتاب على موقع جامعة هارفرد (بالإنجليزية)
- «بنية النظرية التطورية» - متوفر للقراءة على الإنترنت على كتب جوجل (بالإنجليزية)
- "التاريخ ثلاثيّ الجوانب للإتّزان المُرقّم" - مقتطف من الكتاب (بالإنجليزية)
- «تشارلي روز»، 1 مارس 1994 - غولد يناقش هدف الكتاب
- «ذو جمالٍ وموساةٍ» - غولد حول كتابته للكتاب (بالإنجليزية)
- «بنية النظرية التطورية» - مقدمة ومراجعات (بالإنجليزية)